# Zen Bound
Zen Bound est un jeu vidéo de puzzle développé par Secret Exit et édité par Chillingo, sorti en 2009 sur iOS.

## Système de jeu
Le jeu est découpé en différents niveaux et propose une ambiance zen. Chaque niveau correspond à un objet auquel est attaché une corde. En tournant l'objet, le joueur peut déplacer cette corde. À chaque fois que celle-ci touche l'objet, elle le peint. Le but de chaque niveau est de réussir à peindre un pourcentage de l'objet avec une taille limitée de corde.

## Zen Bound 2
Zen Bound 2 est une version augmentée de Zen Bound qui intègre tous ses niveaux. Il ajoute un nouveau mode de jeu avec des bombes à peinture, une nouvelle bande-son et des graphismes haute définition.

## Réception
Sur l'agrégateur de critique GameRankings, le jeu reçoit la moyenne très élevée de 97,86 %. Le jeu est cité dans le livre Les 1001 jeux vidéo auxquels il faut avoir joué dans sa vie. Le jeu a reçu deux récompenses à l'Independent Games Festival Mobile de 2009 : le prix de la réussite en audio et le prix du meilleur jeu iPhone.